# Bruno Leali
Bruno Leali (* 6. März 1958 in Roè Volciano, Brescia) ist ein ehemaliger italienischer Radrennfahrer und heutiger Sportlicher Leiter.
Als Amateur wurde Bruno Leali Dritter der Militärweltmeisterschaften im Querfeldeinrennen. Von 1979 bis 1994 fuhr er als Profi. 1985 gewann er den Giro del Lazio und 1989 die Settimana Internazionale. 1987 siegte er gemeinsam mit Massimo Ghirotti beim Trofeo Baracchi. Im selben Jahr gewann er die Coppa Agostoni, die gleichzeitig als italienische Straßenmeisterschaft gewertet wurde.
14-mal startete Leali beim Giro d’Italia. 1984 gewann er eine Etappe, und 1993 trug er drei Etappen lang das Maglia Rosa. Sechsmal fuhr er die Tour de France, jedoch ohne herausragende Ergebnisse.
Nach seinem Rücktritt vom aktiven Radsport wurde Leali Sportlicher Leiter eines von ihm gegründeten Clubteams (San Marco Group-Fago). 2010 kam er in die Schlagzeilen, als während des Giro Ciclistico d’Italia bei Leali und Fahrern seines Teams während einer Razzia unerlaubte Präparate in deren Wohnungen gefunden wurden; sein Team Lucchini-Unidelta wurde vom Rennen ausgeschlossen. Vom italienischen Olympischen Komitee (CONI) wurde Leali im Mai 2011 lebenslang gesperrt und zu 20.000 Euro Geldstrafe verurteilt.